# Kościół Matki Bożej Dobrej Rady w Zgierzu
Kościół Matki Bożej Dobrej Rady w Zgierzu – rzymskokatolicki kościół parafialny należący do parafii pod tym samym wezwaniem (dekanat zgierski archidiecezji łódzkiej).
Obecna budowla została wzniesiona w latach 1957–1961. Świątynia jest murowana, składa się z trzech naw. Architektura kościoła jest bezstylowa. Świątynia posiada konstrukcję murowaną z cegły ceramicznej oraz kamienia. Wnętrze nakryte jest stropem żelbetowym, kasetonowym, dach świątyni jest dwuspadowy konstrukcji drewnianej, pokryty blachą ocynkowaną zabezpieczoną farbami antykorozyjnymi. Kościół został konsekrowany w dniu 20 kwietnia 1980 roku przez biskupa Józefa Rozwadowskiego. Kapitalny remont świątyni został wykonany w latach 2009–2011.
W nawie bocznej jest umieszczona figura Ojca Świętego Jana Pawła II poświęcona w dniu 1 maja 1994 roku przez biskupa Bohdana Bejze. Ołtarz główny jest ozdobiony obrazem Matki Boskiej Dobrej Rady. Ołtarz boczny z prawej nosi wezwanie Najświętszej Maryi Panny Nieustającej Pomocy i jest ozdobiony postaciami św. Jana Pawła II, bł. ks. Jerzego Popiełuszki, sługi Bożego kardynała Stefana Wyszyńskiego. Ołtarz boczny z lewej jest ozdobiony sceną Przemienienia Pańskiego na tle Zgierza. Organy o 24 głosach zostały zamontowane w kwietniu 1951 roku. Dzwony noszące imiona: Maksymilian, Maria i Szczepan zostały poświęcone w dniu 12 października 1975 roku przez biskupa Bohdana Bejze. Droga krzyżowa została wykonana z gipsu.